# BMW X4 (F26)

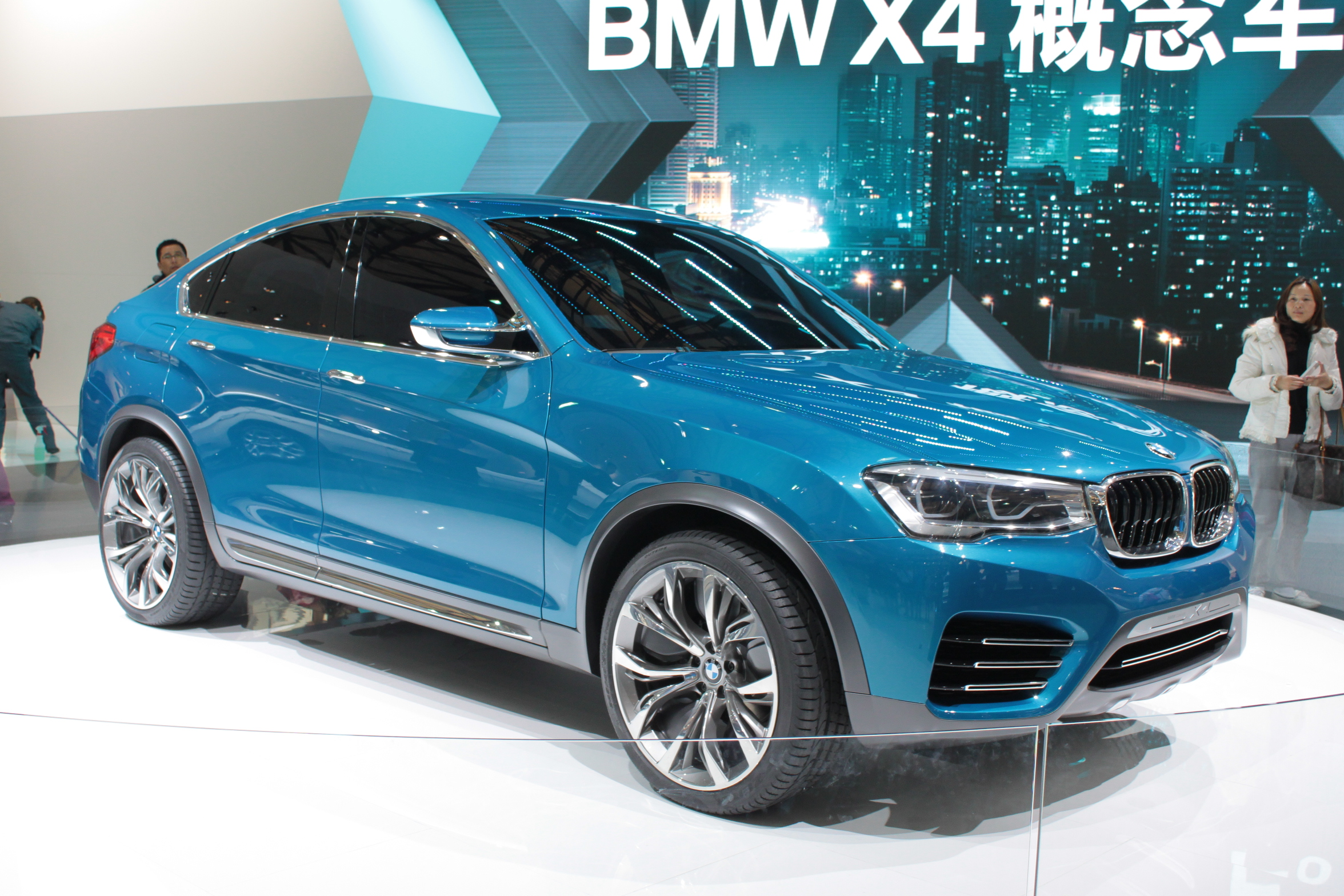
BMW Concept X4 на Шанхайському автосалоні 2013 року

BMW X4 (внутрішнє позначення: F26) — кросовер позашляховик, сам BMW називає цей тип транспортного засобу SAC (Sports Activity Coupe). Концептуальна модель автомобіля середнього класу, яка вже була дуже схожа на пізнішу серійну модель, прем’єра відбулася на Шанхайському автосалоні у квітні 2013 року, а серійна модель — на NYIAS 2014. Він був побудований на заводі BMW в Спартанбурзі, а з 2016 року також на бразильському заводі BMW в Аракуарі.
BMW X4 розширює серію X і є другим позашляховиком-купе виробника разом зі своїм старшим братом BMW X6.
Уже під час запуску на ринок BMW оголосила, що F26 матиме коротший життєвий цикл, оскільки BMW F25, на якому базується F26, вже було переглянуто на момент виходу на ринок. У лютому 2018 року BMW нарешті представила наступницю моделі G02.

## Кузов
BMW F26 ділиться платформою з BMW F25, але дизайн позашляховика купе лише трохи базується на X3. Передня частина схожа на неї, але фари та ніздрі відрізняються, набагато більші повітрозабірники гарантують, що вся передня частина виглядає ширшою та спортивнішою. Візуально, однак, X4 відрізняється від X3 насамперед двокомпонентними оздобленнями та L-подібними світлодіодними ліхтарями заднього ходу. У порівнянні з X3, X4 виглядає більш спортивним і динамічним, одна з причин, ймовірно, полягає в тому, що кузов був опущений на 36 міліметрів і подовжений на 14 міліметрів.

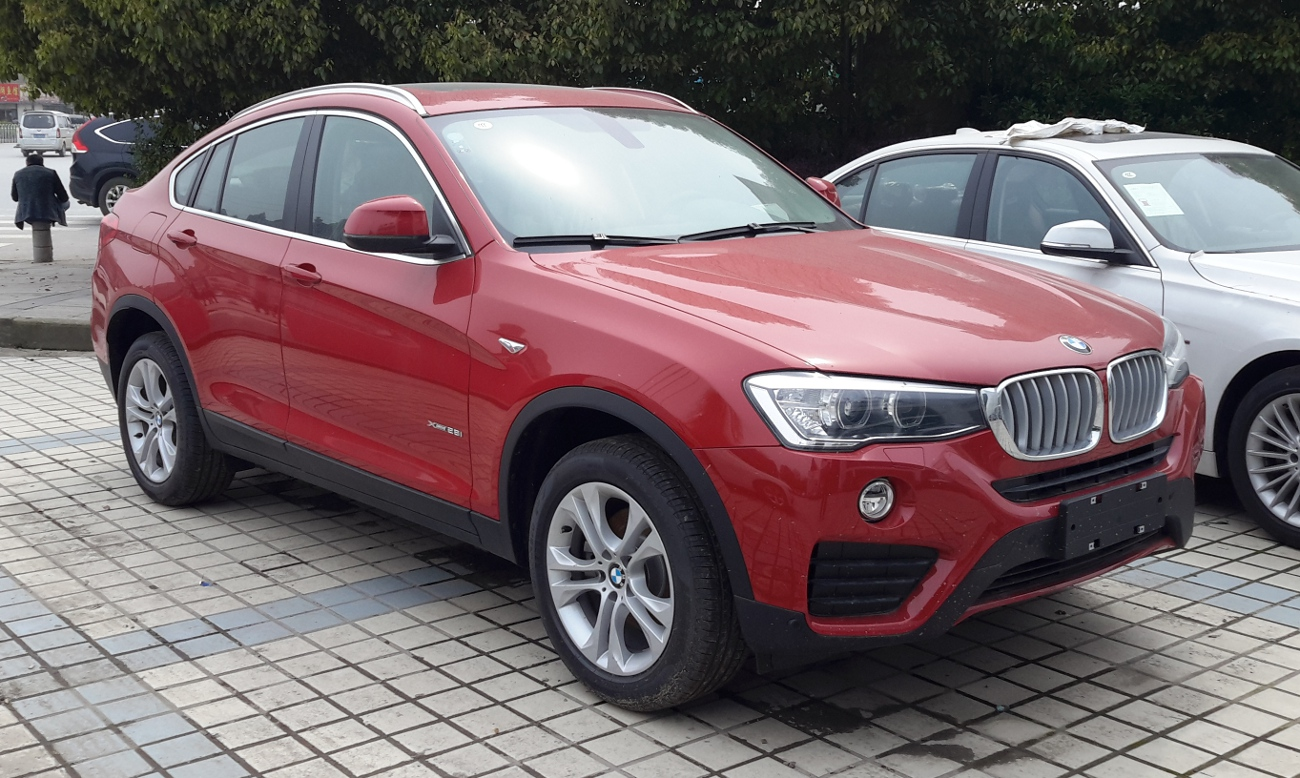
2015 BMW X4 xDrive28i
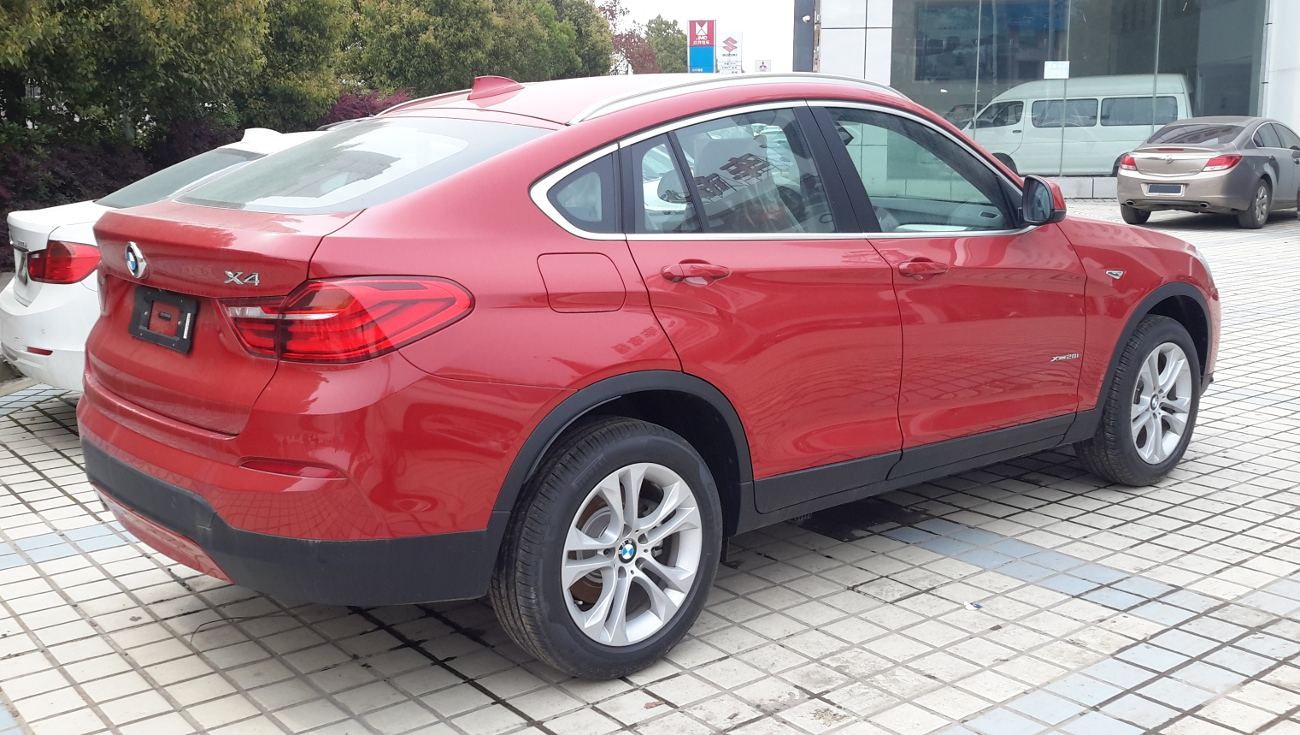
2015 BMW X4 xDrive28i
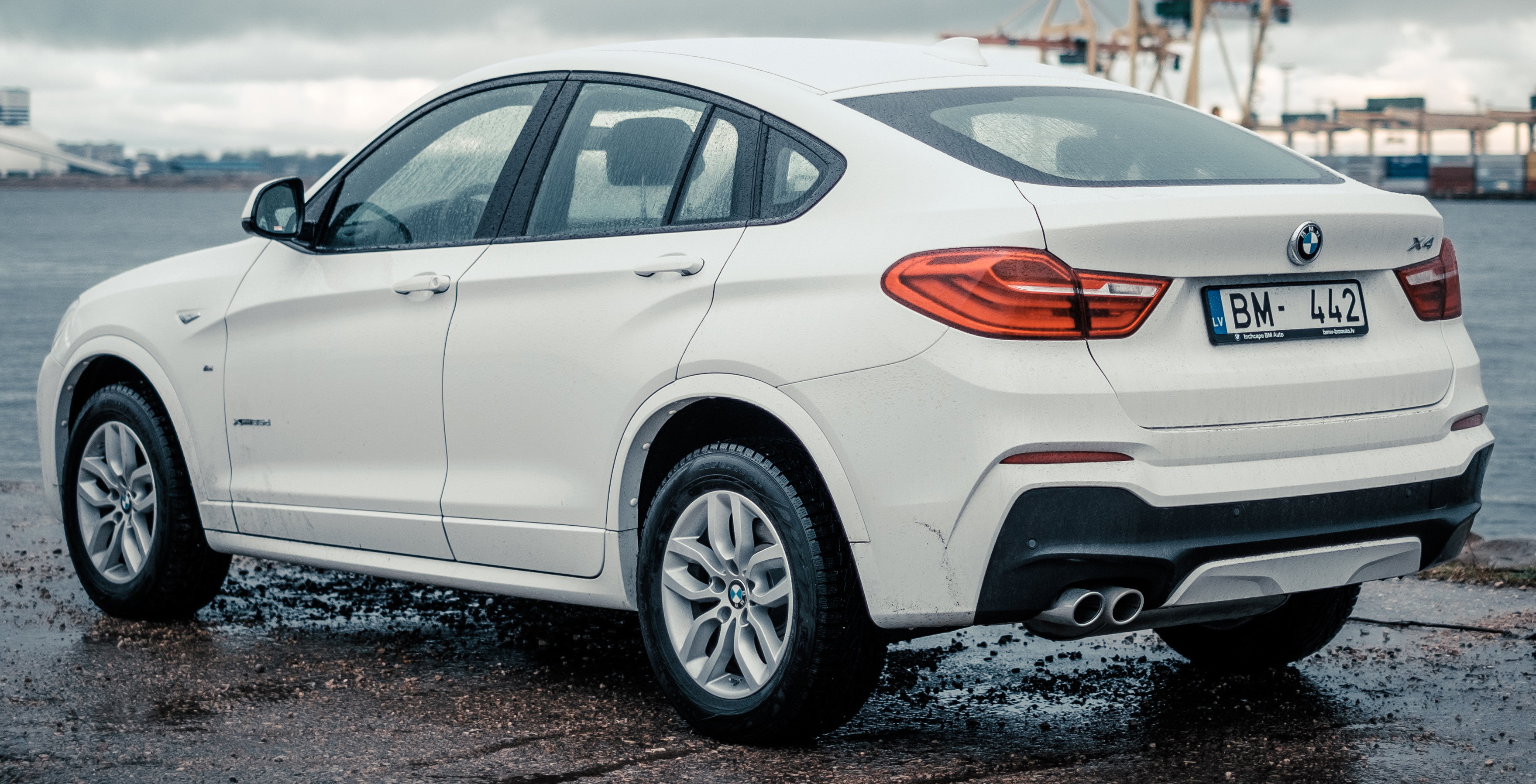
2015 BMW X4 xDrive35d M Sport Пакет
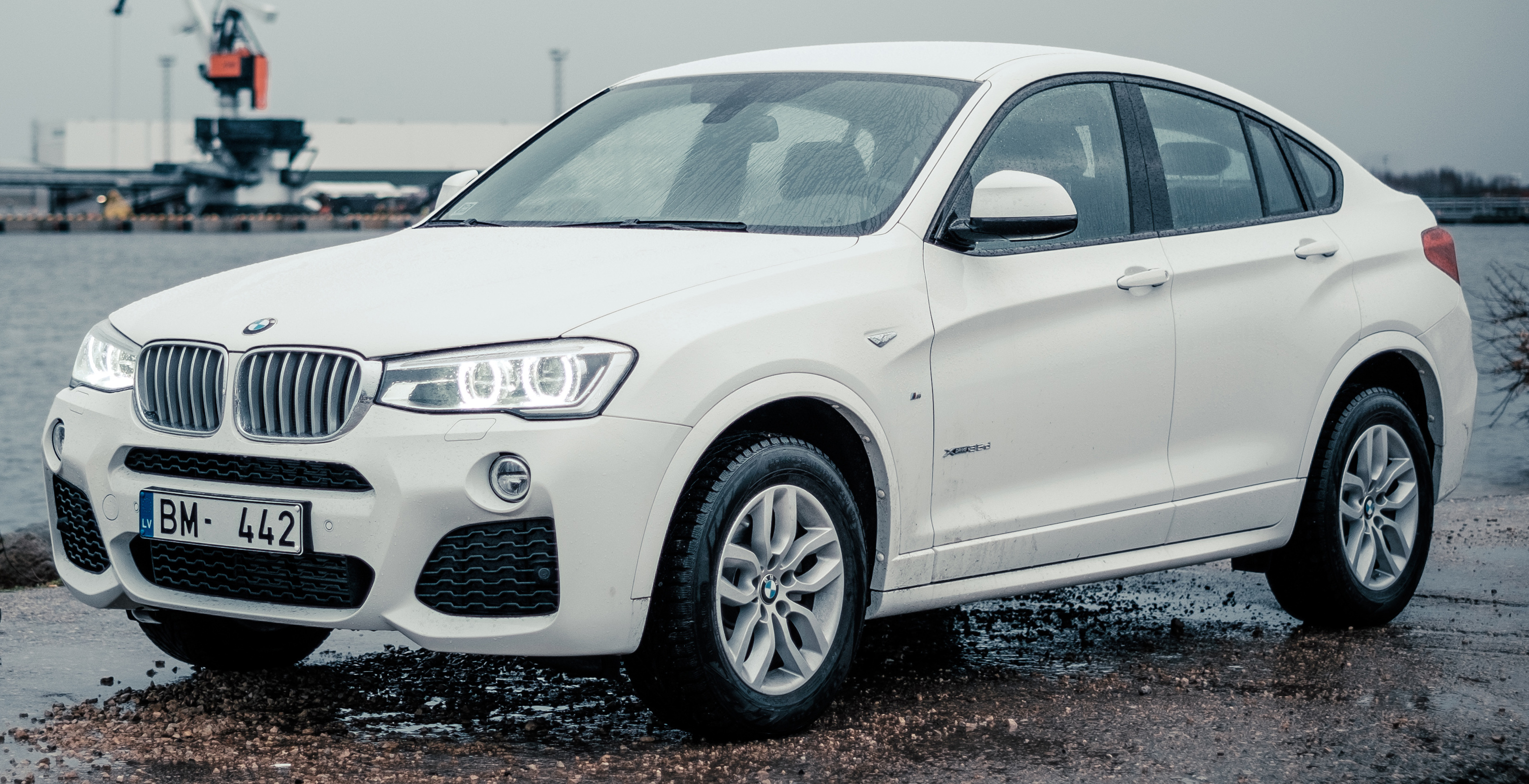
2015 BMW X4 xDrive35d M Sport Пакет
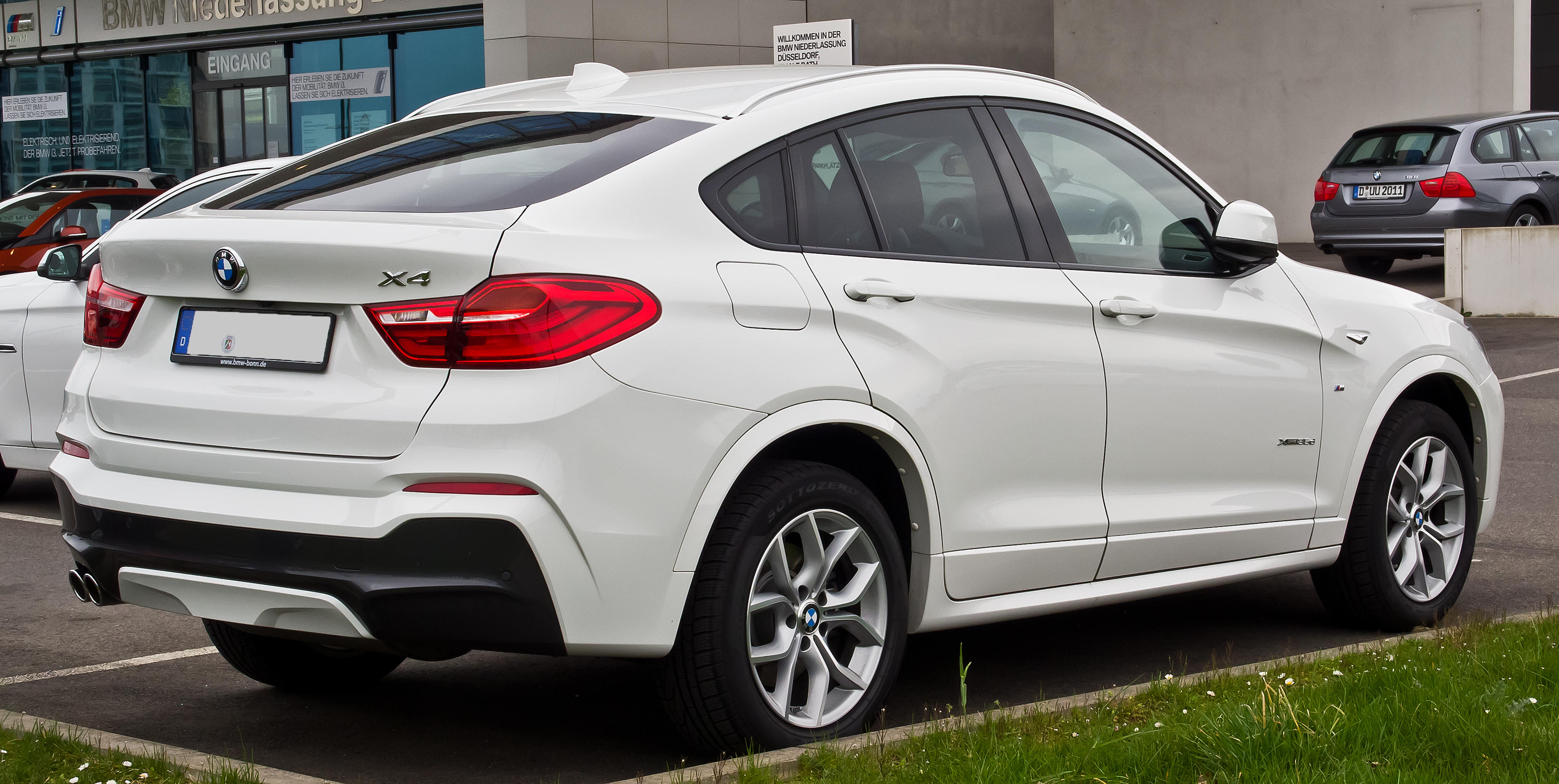
Вид ззаду
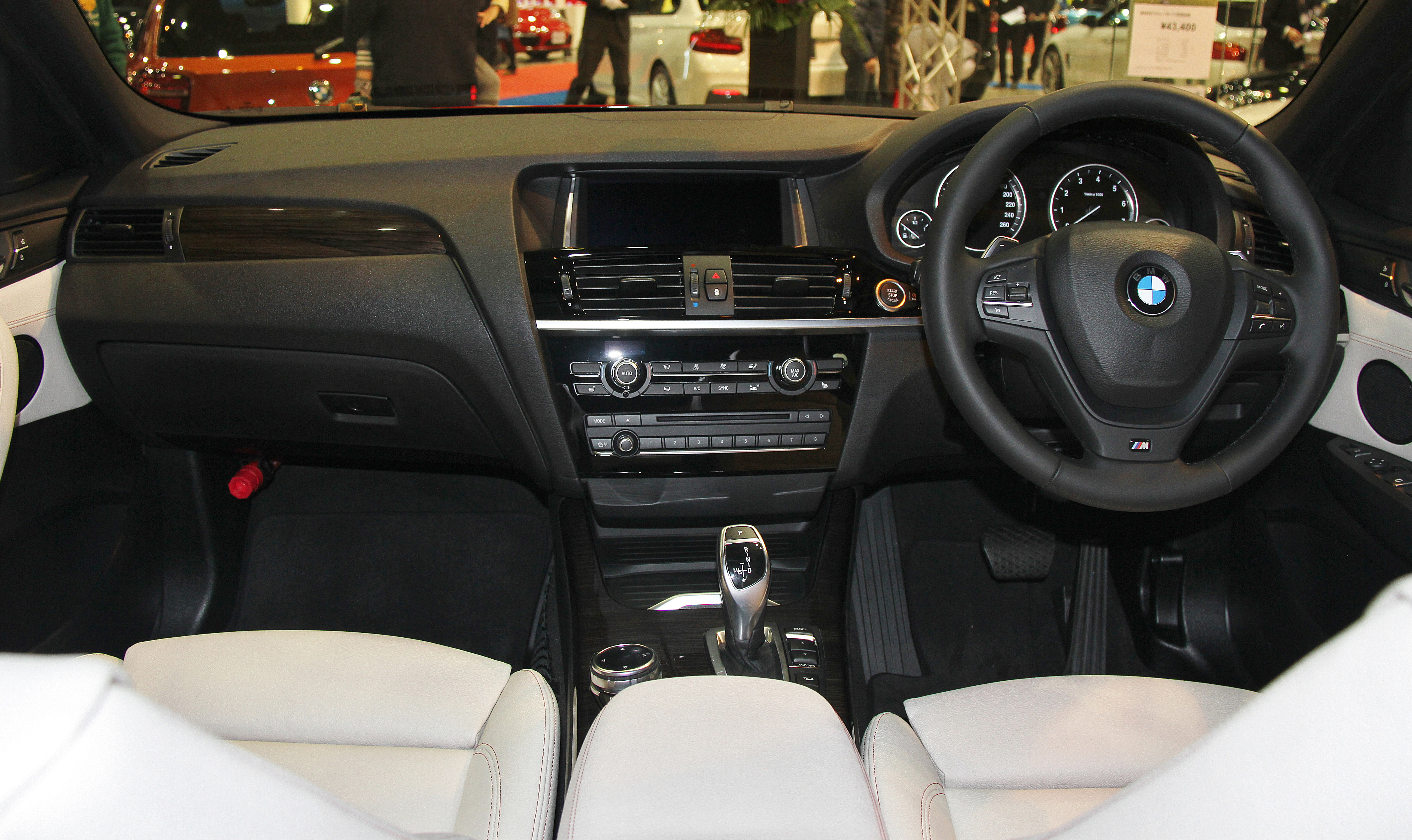
Інтер'єр

## Інтер'єр та обладнання
Значна частина інтер’єру також базувалася на X3, але сидіння водія було опущене на два сантиметри порівняно з цим, а задні сидіння з трьох частин — на три сантиметри. У стандартній комплектації кросовер SUV отримав Radio Professional з контролером iDrive і центральним дисплеєм, спортивне рульове управління, світлодіодні протитуманні фари, ксенонові фари і систему попередження про паркування. Базове оснащення могло бути доповнене спеціальним обладнанням xLine, яке було покликане підкреслити позашляховий характер кросовера SUV за допомогою елементів візуального стилю, таких як захист днища та бічних порогів, а також пакетом M, який більше підкреслював спортивність X4.

## Двигуни
Шість, пізніше сім різних варіантів двигунів були доступні для BMW X4, коли він був запущений, три дизельні двигуни та чотири бензинові двигуни. У базовій комплектації X4 оснащувався 2,0-літровим бензиновим двигуном з турбонаддувом 135 кВт (184 к.с.) і розвивав крутний момент 270 Ньютон-метрів між 1250 об/хв і 4500 об/хв. Найпотужнішим двигуном у X4, X4 M40i, була рядна шістка з наддувом і об’ємом 3,0 літра та 265 кВт (360 PS). Як і початковий топовий xDrive35i, він базувався на двигуні N55B30. Основою дизеля став чотирициліндровий турбомотор потужністю 140 кВт (190 PS). Топовий двигун xDrive 35d був оснащений рядним шестициліндровим бітурбо, потужністю 230 кВт (313 PS). Максимальний крутний момент 630 Ньютон-метрів вже був доступний між 1500 і 2500 об/хв. Усі BMW X4 стандартно оснащувалися системою повного приводу xDrive, яка гнучко розподіляє потужність приводу на окремі колеса. У X4 також був перемикач, відомий BMW як перемикач досвіду водіння, за допомогою якого водій міг вибирати між стандартними налаштуваннями двигуна та трансмісії, а також налаштуваннями ECO PRO та Sport залежно від вимог.

## Запуск і ціни
Базова модель з бензиновим двигуном 20i коштувала 46 300 євро, а топова модель X4 M40i, випущена в грудні 2015 року, коштувала 68 400 євро. Базова модель X4 з дизельними двигунами 20d стартувала від 46 000 євро, найдорожчий дизель 35d – від 60 500 євро. (всі ціни дійсні для Німеччини)

## Технічні характеристики
На момент випуску для X4 було три бензинових і три дизельних двигуна, топова модель X4 M40i з’явилася в грудні 2015 року і, як і xDrive35i, базувалася на двигуні N55B30. У стандартній комплектації всі моделі мали повний привід xDrive і восьмиступінчасту автоматичну коробку передач, за винятком чотирициліндрового дизеля 20d, який також був доступний з шестиступінчастою механічною коробкою передач.
| Параметри                                      | xDrive20i                              | xDrive28i                              | xDrive35i                              | X4 M40i                                | xDrive20d                              | xDrive30d                              | xDrive35d                              |
| ---------------------------------------------- | -------------------------------------- | -------------------------------------- | -------------------------------------- | -------------------------------------- | -------------------------------------- | -------------------------------------- | -------------------------------------- |
| Роки будівництва                               | 07/2014–03/2018                        | 07/2014–03/2018                        | 07/2014–03/2018                        | 12/2015–03/2018                        | 07/2014–03/2018                        | 07/2014–03/2018                        | 07/2014–03/2018                        |
| Назва двигуна                                  | N20B20                                 | N20B20                                 | N55B30                                 | N55B30                                 | B47D20                                 | N57D30                                 | N57D30                                 |
| Тип двигуна                                    | Бензиновий двигун                      | Бензиновий двигун                      | Бензиновий двигун                      | Бензиновий двигун                      | Дизельний двигун                       | Дизельний двигун                       | Дизельний двигун                       |
| Компоновка двигуна                             | R4                                     | R4                                     | R6                                     | R6                                     | R4                                     | R6                                     | R6                                     |
| Приготування суміші                            | Пряме впорскування                     | Пряме впорскування                     | Common-Rail-пряме впорскування         | Common-Rail-пряме впорскування         | Common-Rail-пряме впорскування         | Common-Rail-пряме впорскування         | Common-Rail-пряме впорскування         |
| Нагнітач                                       | Турбокомпресор зі змінною геометрією   | Турбокомпресор зі змінною геометрією   | Турбокомпресор зі змінною геометрією   | Турбокомпресор зі змінною геометрією   | Турбокомпресор зі змінною геометрією   | Турбокомпресор зі змінною геометрією   | Турбокомпресор зі змінною геометрією   |
| Робочий об'єм                                  | 1997 cm³                               | 1997 cm³                               | 2979 cm³                               | 2979 cm³                               | 1995 cm³                               | 2993 cm³                               | 2993 cm³                               |
| Максимальна потужність при 1/хв                | 135 kW (184 PS)/ 5000–6250             | 180 kW (245 PS)/ 5000–6500             | 225 kW (306 PS)/ 5800–6400             | 265 kW (360 PS)/ 5800–6000             | 140 kW (190 PS)/ 4000                  | 190 kW (258 PS)/ 4000                  | 230 kW (313 PS)/ 4400                  |
| Максимальний крутний момент при 1/хв           | 270 Nm/ 1250–4500                      | 350 Nm/ 1250–4800                      | 400 Nm/ 1200–5000                      | 465 Nm/ 1350–5250                      | 400 Nm/ 1750–2500                      | 560 Nm/ 1500–3000                      | 630 Nm/ 1500–2500                      |
| Привід, стандарт                               | Повний привод xDrive                   | Повний привод xDrive                   | Повний привод xDrive                   | Повний привод xDrive                   | Повний привод xDrive                   | Повний привод xDrive                   | Повний привод xDrive                   |
| Трансміссія стандартна                         | 8-ступенева втоматична коробка передач | 8-ступенева втоматична коробка передач | 8-ступенева втоматична коробка передач | 8-ступенева втоматична коробка передач | 6-ступенева механічна коробка передач  | 8-ступенева втоматична коробка передач | 8-ступенева втоматична коробка передач |
| Трансмісія, опціонально                        | –                                      | –                                      | –                                      | –                                      | 8-ступенева втоматична коробка передач | –                                      | –                                      |
| Споряджена маса                                | 1810 kg                                | 1845 kg                                | 1890 kg                                | 1920 kg                                | 1805 kg [1820 kg]                      | 1895 kg                                | 1935 kg                                |
| Максимальна                                    | 212 km/h                               | 232 km/h                               | 247 km/h                               | 250 km/h                               | 212 km/h                               | 234 km/h                               | 247 km/h                               |
| Розгін, 0-100 км/год                           | 8,1 s                                  | 6,4 s                                  | 5,5 s                                  | 4,9 s                                  | 8,0 s                                  | 5,8 s                                  | 5,2 s                                  |
| Витрата палива на 100 км (змішаний)            | 7,2 l Super                            | 7,3 l Super                            | 8,3 l Super                            | 8,6 l Super                            | 5,4 l [5,2 l] Diesel                   | 5,9 l Diesel                           | 6,0 l Diesel                           |
| Викиди CO2 (комбіновані)                       | 168 g/km                               | 169 g/km                               | 193 g/km                               | 199 g/km                               | 143 g/km [138 g/km]                    | 156 g/km                               | 157 g/km                               |
| Стандарт викидів відповідно до класифікації ЄС | Євро 6b                                | Євро 6b                                | Євро 6b                                | Євро 6b                                | Євро 6b                                | Євро 6b                                | Євро 6b                                |